# クーラオズン県

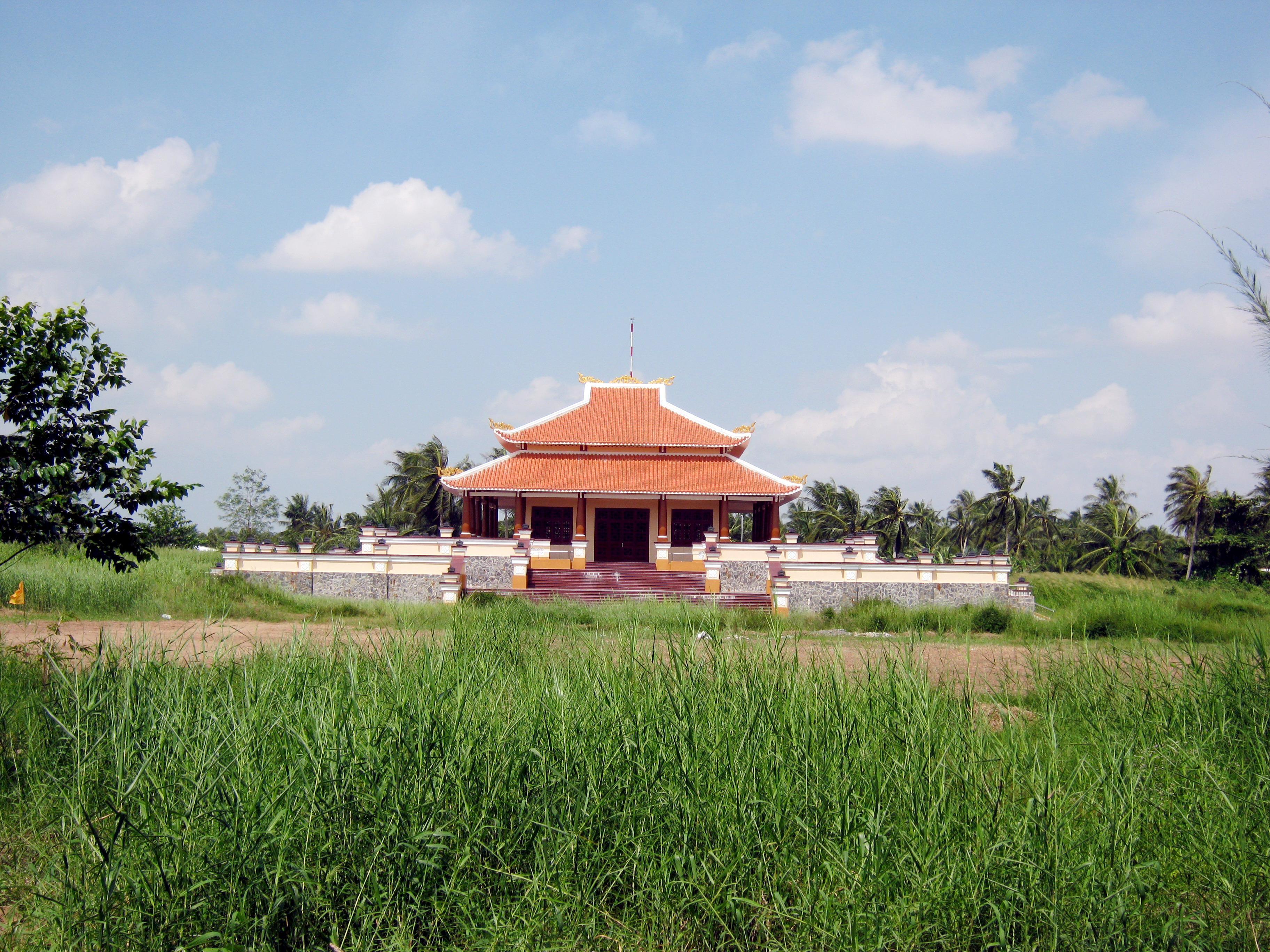
thờ Bác寺

クーラオズン県（クーラオズンけん、ベトナム語：Huyện Cù Lao Dung / 縣岣嶗榕?）は、ベトナム社会主義共和国ソクチャン省の県。面積は264.82km²、人口は63,886人（2016年）である。

## 行政区画
1市鎮7社から構成される。